# 창렬서원
창렬서원(彰烈書院)은 경상북도 안동시 서후면 교리에 있는 서원이다. 1804년(순조 4) 창건되었다.

## 개요
경내의 건물은 3칸의 창렬사(彰烈祠), 4칸의 숭렬당(崇烈堂), 3칸의 성인재(成人齋), 2칸의 전사청(典祀廳), 3칸의 신문(神門), 3칸의 유의문(由義門) 등이 있다.
경사지에 산을 일부 깎아 건물들을 지형에 맞춰 건물들을 앉힘으로서 강당과 사당만 좌향을 하고 있고, 다른 건물들은 각기 다른 향을 바라보고 있다.

## 배향인물
- 하위지